# Hollywood Heights
Hollywood Heights é uma série de televisão dos Estados Unidos exibido pelo canal Nickelodeon que estreou em 18 de junho de 2012. Remake de Alcanzar una estrella.

## Sinopse
Loren Tate (Brittany Underwood), uma adolescente cujo sonho de se tornar uma estrela pop começa a se concretizar quando ela ganha um concurso de composição do roqueiro Eddie Duran (Cody Longo). Eddie é a celebridade por quem Loren se apaixonou. E apesar de Loren ser tímida, tem o apoio de Nora Tate (Jama Williamson), sua mãe solteira, que está prestes a voltar à cena dos encontros novamente pela primeira vez em anos, a encoraja a seguir suas aspirações musicais. Enquanto isso, a recém-reforçada relação que Eddie tem com Max Duran (Carlos Ponce), seu pai, começa a vacilar já que Eddie começa um romance com a aspirante a atriz e modelo Chloe Carter (Melissa Ordway) que é tão manipuladora quanto linda. Como a estrela de Loren brilha na cena musical e a de Eddie se apaga na escuridão, o improvável par descobre que a jornada para o amor e a fama não é tão fácil quanto parece.

## Biografia Dos Personagens[1]

### Loren Tate
Loren, uma adolescente que compõe músicas para passar o tempo, tem uma vida comum, mas a fama que ela está prestes a encontrar vai acabar com o seu tédio. Sua paixão por compor tem como inspiração seu ídolo, Eddie Duran. O que Loren não sabe é que ela está prestes a virar a musa dele também.

### Eddie Duran
Uma super estrela da música que ficou famosa de uma hora para outra, Eddie está sempre dividido entre fazer o som que quer e atender às expectativas dos negócios. Costuma sentir que está perdendo coisas importantes por não ter uma vida mais normal.

### Nora Tate
É a mãe de Loren e a ajuda a superar os típicos dramas da escola e também aqueles que acompanham sua carreira musical. Ao mesmo tempo, lida com a sua própria vida complicada. Apesar de ter sido deixada pelo marido, que a traía, Nora não desistiu e está tentando a sorte com novos relacionamentos.

### Max Duran
Max é o pai de Eddie e também um rockstar aposentado, que apoia a carreira musical de seu filho. Ele luta para seguir em frente após a morte trágica de sua esposa e tem esperanças de conseguir um novo começo quando abrir uma casa noturna.

### Melissa Sanders
Além de ser louca por meninos, a animada melhor amiga de Loren é uma fashionista que sonha em se tornar uma diretora de cinema. Suas constantes dificuldades com a família a levam a descobrir fatos do seu passado que todos escondem dela.

### Adam
Adam é amigo de Loren e Melissa, além de ser um grande fã de indie rock. Apesar de seu senso de humor esquisito, seus amigos se entendem bem com ele, especialmente, Melissa. Adam espera que seu segredo não arruine tudo

### Cynthia Kowalski a.k.a Chloe Carter
Chloe é a namorada de Eddie e uma modelo maravilhosa. Ela é capaz de fazer qualquer coisa para se firmar em Hollywood, até mesmo esconder seu passado do namorado. Mas, por quanto tempo segredos escandalosos conseguem ser abafados?

### Tyler Roarke
Tyler é um ator desempregado que deixa que a sua arrogância acabe com todas as chances que tem de conseguir um papel. Com muito tempo em suas mãos e muita inveja de Eddie, ele vai usar tudo o que tem contra Chloe para mantê-la por perto.

### Traci Madsen
Além de ser uma designer gráfica, Traci também é esposa de Jake e tenta trazer seu marido viciado em trabalho de volta para a realidade.

### Jake Madsen
Jake é o agente de Eddie e, além de ajudá-lo a se tornar uma super estrela, está com ele desde o começo. No entanto, muitas viagens e a louca vida de Hollywood deixam as coisas difícies para ele em casa.

### Kelly
Kelly, de Nova York, é amiga de Traci e resolve ficar em Los Angeles depois que uma visita a faz se interessar pelo trabalho de Jake. Ele a mantém por perto para ensinar tudo o que sabe.

### Colorado
Colorado é um cara comum que parece estar sempre do lado errado da lei.

### Ellie Moss
Ellie trabalha com Nora na clínica de Don. É simpática e engraçada quando as coisas correm bem para ela, mas pode ficar tensa e carente quando se sente ameaçada ou usada.

### Don Masters
Além de ser o pai de Adriana, Don é um cirurgião bem-sucedido e também é o dono da clínica onde Nora, a mãe de Loren, trabalha. Bonito e sofisticado, seus relacionamentos no trabalho têm a tendência de extrapolar os limites profissionais.

### Adriana Masters
Adriana é a principal inimiga de Loren e de Melissa no colégio e aproveita todas as oportunidades que encontra para prejudicá-las. Além de ser filha de Don, também é namorada de Phil, mas o dinheiro e o poder de sua família não podem protegê-la de algumas surpresas da vida.

### Phil Sanders
O irmão de Melissa e namorado de Adriana não se importa com consequências, contanto que as coisas aconteçam do jeito que ele quer. O engraçado das consequências é que elas sempre parecem escapar quando você menos espera.

### Lisa Sanders
Lisa é a mãe de Phil e Melissa, mas é distante com a filha e nunca questiona o mau comportamento do filho. Guarda um segredo que pode mudar a vida de sua família.

### Gus Sanders
O pai de Melissa e Phil faz o seu melhor para manter a paz dentro de casa. Fica obcecado pelo segredo que pode separar sua família.

### Lily Park
Além de ser a melhor amiga de Chloe, Lily também é uma repórter de televisão que faz de tudo para cultivar sua amizades e conexões hollywodianas. Várias vezes, ultrapassa a linha entre o pessoal e o profissional.

## Elenco
em ordem dos creditos dos episódios
- Cody Longo - Eddie Duran (Eduardo Casablanca)
- Brittany Underwood - Loren Tate (Lorena Gaitán)
- Robert Adamson - Phil Sanders (Felipe Rueda/Pedro Lugo)
- Daphne Ashbrook - Jackie Kowalski (Soledad Patiño)
- Brandon Bell - Jake Madsen (Joaquín de la Fuente)
- Merrin Dungey - Ellie Moss (Elisa)
- Ashley Holliday - Melissa Sanders (Aurora Rueda)
- Tina Huang - Lily Park (Liilana)
- Vince Jolivette - Connor Morgan
- Shannon Kane - Traci Madsen (Irene de la Fuente)
- Haley King - Adriana Masters (Adriana Mastreta/Tanya de la Riva)
- Nick Krause - Adam (Amadeus Silva)
- Brian Letscher - Gus Sanders (Gustavo Rueda)
- Yara Martinez - Kelly (Cita Lugo)
- Grayson McCouch - Don Masters (Fernando Mastreta)
- Melissa Ordway - Chloe Carter/Cynthia Kowalski (Débora Lavalle/Guadalupe Patiño)
- Rick Otto - Colorado (El Colorado)
- Meredith Salenger - Lisa Sanders (Lucha Rueda)
- Justin Wilczynski - Tyler Rorke (Roque Escamilla)
- Jama Williamson - Nora Tate (Norma Gaitán)
- Carlos Ponce - Max Duran (Mariano Casablanca)
- James Franco - Osbourne "Oz" Silver (Octavio Parra)

## Elenco Convidado
- Laura Niemi - Cheryl
- James Shanklin - Joe Gable
- Kelli Goss - Kim
- Josie Davis - Daphne Miller
- Danielle Savre - Lia
- Colby Paul - Jeremy
- David Lim - Smith
- Sarah Hester
- Wyatt Nash - Cameron (Alonso)
- West Liang - Chris
- Lorena Segura York - Katy Duran
- Nedal Yousef - Fotografo
- Tegan Webster
- Eric Tiede - Ian
- Brianne Davis - Grace
- Demetrius Smith - Guarda Costas
- Mandy June Turpin - Diretora Nolan
- Mariah Buzolin - Nicole
- Julian Acosta - Brian
- Heather Snell - Hannah
- Tommy Savas - Ray
- Megan Follows - Beth Bridges
- Gonzalo Menendez - Detetive Curtis Conlee
- Marliss Amiea - Brenda
- Alimi Ballard - Detetive Ferrantino
- Rick Ravanello - Trent McCall
- Tamlyn Tomita - Sarah Medeiros
- Kara Royster - Remi
- Anna-Lisa Flinchbaugh - Cynthia Kowalski/Chloe Carter (jovem)
- Nicholas Brendon - Dan Testa
- Vedette Lim - Detetive Paula McCarthy
- Ryan Sypek - Dylan Stone

## Trilha Sonora
- Something In The Air - Cody Longo
- Mars - Brittany Underwood
- Kick It Up - Cody Longo